# Limenitis danava
Limenitis danava är en fjärilsart som beskrevs av Moore 1857. Limenitis danava ingår i släktet Limenitis och familjen praktfjärilar. Inga underarter finns listade i Catalogue of Life.